# مارلين مارتن
مارلين مارتن (بالإنجليزية: Marilyn Martin)‏ هي مغنية مؤلفة ومغنية أمريكية، ولدت في 4 مايو 1954 في لويفيل في الولايات المتحدة.

## وصلات خارجية
- الموقع الرسمي
- مارلين مارتن على موقع IMDb (الإنجليزية)
- مارلين مارتن على موقع ميوزك برينز (الإنجليزية)
- مارلين مارتن على موقع أول ميوزيك (الإنجليزية)
- مارلين مارتن على موقع ديسكوغز (الإنجليزية)